# Cap-Chat
Pronunciação
Cap-Chat é uma cidade localizada na província de Quebec no Canadá.